# Кушма (Шуміхинський округ)
Кушма́ (рос. Кушма) — село у складі Шуміхинського району Курганської області, Росія. Адміністративний центр Кушмянської сільської ради.
Населення — 296 осіб (2010, 346 у 2002).
Національний склад станом на 2002 рік: росіяни — 98 %.